# Flor silvestre (pel·lícula)
Flor silvestre és una pel·lícula mexicana de 1943, dirigida per Emilio Fernández i protagonitzada per Dolores del Río i Pedro Armendáriz. Va ser la primera pel·lícula que Dolores del Río va filmar en Mèxic després del seu retorn de Hollywood. Aquesta pel·lícula marcaria l'inici d'una fructífera col·laboració entre Fernández, Del Río, Armendáriz, el fotògraf Gabriel Figueroa i el guionista Mauricio Magdaleno, tan prolífica durant els anys quaranta. La pel·lícula va definir a l’anomenada Època d'Or del cinema mexicà.

## Sinopsi
En un poble del Bajío de principis del segle vint, José Luis (Pedro Armendariz), fill de l'hisendat don Francisco (Miguel Ángel Ferriz Sr.), es casa en secret amb Esperanza (Dolores del Río), una bella i humil pagesa. Disgustat per les noces i perquè el seu fill s'ha convertit en revolucionari, don Francisco deshereta José Luis i el fa fora de la seva casa. Després del triomf de la revolució, la parella viu feliç fins que José Luis es veu obligat a enfrontar a un parell de falsos revolucionaris que han segrestat Esperanza i al seu petit fill.

## Repartiment
- Dolores del Río.... Esperanza
- Pedro Armendáriz.... José Luis Castro
- Emilio Fernández.... Rogelio Torres
- Miguel Ángel Ferriz Sr..... don Francisco
- Armando Soto La Marina "Chicote".... Reynaldo
- Agustín Isunza .... Nicanor
- Eduardo Arozamena.... Melchor
- Mimí Derba.... doña Clara
- Margarita Cortés .... hermana de José Luis
- Manuel Dondé .... Úrsulo Torres
- José Elías Moreno.... coronel Pánfilo Rodríguez, cosi d’Esperanza
- Lucha Reyes.... cantant al jaripeo
- Trío Calaveras .... músics sl jaripeo
- Pedro Galindo .... Pedro
- Carlos Riquelme .... capellà
- Tito Novaro.... fill d’Esperanza
- Emilia Guiú.... extra
- Arturo Soto Rangel… Silvestre

## Comentaris
Per a la història del Cinema mexicà, 1943 arribaria a convertir-se en un dels seus anys més emblemàtics.
Si bé el prestigi aconseguit per Julio Bracho venia precedit per la seva respectable trajectòria com a director teatral i pel seu brillant debut com a realitzador d'¡Ay qué tiempos señor don Simón! (1941) els antecedents d'Emilio Fernández no el perfilaven com qui arribaria a ser un dels pilars de la cinematografia mexicana.
Un parell d'experiències prèvies -La isla de la Pasión (Clipperton) (1941) i Soy puro mexicano (1942)- no n’havien estat prou per demostrar el talent de l’“Indio” com a realitzador. Calia que es conjunyissin un projecte fílmic interessant amb l'equip tècnic i humà adequats perquè Fernández dirigís la que seria la seva primera pel·lícula important.
Seria Films Mundiales, la mateixa companyia que tenia sota contracte a Julio Bracho, l'encarregada de facilitar-li a l’ “Indio” les condicions perquè la seva labor com a director anés reeixida. Fundada en 1939, aquesta empresa era administrada per Agustín J. Fink, productor que havia aconseguit destacar gràcies a una encertada combinació de qualitat i creativitat. Sota el seu comandament, Films Mundiales havia aconseguit emular el model industrial de Hollywood, basat a mantenir sota contracte exclusiu a un equip artístic i tècnic d'alta qualitat, sense per això descurar als nous talents.
Des de 1942, Fink mantenia converses amb Dolores del Río, qui havia abandonat Hollywood amb la intenció d'establir-se a Mèxic. El projecte que l'estrella protagonitzés un film mexicà no aconseguia cristal·litzar, entre altres raons, per falta d'un director disposat a treballar amb l'actriu. Fink va recordar els treballs previs de Fernández i va considerar que el director mereixia l'oportunitat de dirigir una pel·lícula en circumstàncies més adequades.
El resultat va ser millor del que l'astut Fink podria haver imaginat. Gràcies a la seva encertada combinació de talents, Flor silvestre es va convertir no sols en un gran èxit de taquilla sinó en el punt de partida per a la fructífera col·laboració entre “Indio” Fernández i l'equip amb qui realitzaria diversos dels seus millors films: el guionista Mauricio Magdaleno, el fotògraf Gabriel Figueroa i la parella protagonista integrada per Dolores del Río i Pedro Armendáriz.
Història d'orgulls, idealismes i desigualtats, Flor silvestre és considerada com la cinta més emblemàtica de l'autor i una de les pel·lícules més belles del cinema mexicà.
Aquest film ocupa el lloc 30 dins de la llista de les 100 millors pel·lícules del cinema mexicà, segons l'opinió de 25 crítics i especialistes del cinema a Mèxic, publicada per la revista Somos en juliol de 1994.